# 九龍巴士81C線
九龍巴士81C線是由九巴營運的一條香港巴士路線，來往馬鞍山（耀安）及尖沙咀東（麼地道）。
於星期一至六上午繁忙時間，本線將分拆為281B線及281X線兩條分支，分別由碩門邨及馬鞍山（耀安）單向開往尖沙咀東（麼地道）。281X線不經濱景花園至大圍，而281B線則主要服務濱景花園、沙田圍和大圍居民。
81C線是政府自1988年放寬公共交通協調政策後，首條直接來往新界東至西九龍的專利巴士路線，當年無綫電視新聞特輯「新聞透視」亦有為81C線作專題報導。

## 歷史
- 1989年1月16日：81C線開辦，當日上午舉辦首航禮 （页面存档备份，存于），取道獅子山隧道公路，當時以尖沙咀東為終點站。
- 1989年6月5日：81C線改經車公廟路及紅梅谷路，方便大圍居民。
- 1991年8月5日：81C線加入空調巴士行走。
- 1992年1月1日：因工程關係，81C線總站由尖沙咀東遷往九龍車站（今紅磡站）。
- 1992年3月4日：81C線增設特別班次，由沙田圍往九龍車站。
- 1993年9月27日：特別班次改稱81P，不前往九龍車站，以尖沙咀漆咸道南金德大廈為終點站。
- 1997年1月25日：81C線繞經頌安邨。
- 2001年1月14日：81C線繞經寧泰路。
- 2001年4月17日：加開特別車，保泰街往紅磡車站。
- 2011年8月24日：81C線提升至全空調服務[4]。
- 2012年11月26日：81C線服務重組，九龍區總站由紅磡站遷往尖沙咀東（麼地道），來回程均繞經欣安邨；原有平日早上10時前由馬鞍山開出的班次分拆為281B及281X線，達至明確分工，而81P線則取消。[5]
- 2014年12月18日：81C線增設到站時間預報。[6]
- 2015年6月27日：281B及281X線增設到站時間預報。[7]
- 2019年6月3日：沒有通告通知下取消81C假日特快班次。
- 2025年8月11日：81C線星期一至六由耀安開出服務時間調整為05:15至06:15及08:35至23:20；281B線縮短服務時間為06:50至08:20；281X線縮短服務時間為06:45至08:15。[8]

## 服務時間及班次
81C
| 馬鞍山（耀安）開 | 馬鞍山（耀安）開                  | 馬鞍山（耀安）開                  | 尖沙咀東（麼地道）開 | 尖沙咀東（麼地道）開 | 尖沙咀東（麼地道）開 |
| 日期             | 服務時間                          | 班次（分鐘）                      | 日期                 | 服務時間             | 班次（分鐘）         |
| ---------------- | --------------------------------- | --------------------------------- | -------------------- | -------------------- | -------------------- |
| 星期一至五       | 05:15-06:15                       | 30                                | 星期一至五           | 06:40-09:40          | 60                   |
| 星期一至五       | 06:15-08:35由281B和281X線提供服務 | 06:15-08:35由281B和281X線提供服務 | 星期一至五           | 09:40-11:40          | 30                   |
| 星期一至五       | 08:35-12:20                       | 15                                | 星期一至五           | 11:40-13:00          | 20                   |
| 星期一至五       | 12:20-18:20                       | 20                                | 星期一至五           | 13:00-20:00          | 12                   |
| 星期一至五       | 18:20-20:50                       | 25                                | 星期一至五           | 20:00-21:10          | 10                   |
| 星期一至五       | 20:50-23:20                       | 20                                | 星期一至五           | 21:10-22:55          | 15                   |
|                  |                                   |                                   | 星期一至五           | 22:55-00:35          | 20                   |
| 星期六           | 05:15-06:15                       | 30                                | 星期六               | 06:40-09:40          | 60                   |
| 星期六           | 06:15-08:35由281B和281X線提供服務 | 06:15-08:35由281B和281X線提供服務 | 星期六               | 09:40-12:40          | 30                   |
| 星期六           | 08:35-12:20                       | 15                                | 星期六               | 12:40-15:55          | 15                   |
| 星期六           | 12:20-18:20                       | 20                                | 星期六               | 15:55-19:55          | 12                   |
| 星期六           | 18:20-20:50                       | 25                                | 星期六               | 19:55-23:55          | 15                   |
| 星期六           | 20:50-23:20                       | 20                                | 星期六               | 23:55-00:35          | 20                   |
| 星期日及公眾假期 | 05:30-08:25                       | 25                                | 星期日及公眾假期     | 06:40-07:40          | 30                   |
| 星期日及公眾假期 | 08:40                             | 08:40                             | 星期日及公眾假期     | 07:40-08:30          | 25                   |
| 星期日及公眾假期 | 09:00-14:00                       | 15                                | 星期日及公眾假期     | 08:30-13:50          | 20                   |
| 星期日及公眾假期 | 14:00-18:20                       | 20                                | 星期日及公眾假期     | 13:50-22:35          | 12-15                |
| 星期日及公眾假期 | 18:20-23:20                       | 25                                | 星期日及公眾假期     | 22:35-00:35          | 20                   |

281B
| 碩門邨開   | 碩門邨開    | 碩門邨開     |
| 日期       | 服務時間    | 班次（分鐘） |
| ---------- | ----------- | ------------ |
| 星期一至五 | 06:50-07:50 | 20           |
| 星期一至五 | 08:20       |              |
| 星期六     | 06:50-08:20 | 30           |

281X
| 馬鞍山（耀安）開 | 馬鞍山（耀安）開 | 馬鞍山（耀安）開 |
| 日期             | 服務時間         | 班次（分鐘）     |
| ---------------- | ---------------- | ---------------- |
| 星期一至五       | 06:45            | 06:45            |
| 星期一至五       | 07:10-07:50      | 20               |
| 星期一至五       | 08:15            |                  |
| 星期六           | 06:45-08:15      | 30               |

281B及281X線逢星期日及公眾假期不設服務。

## 收費
| 路線      | 全程收費 | 分段收費 |
| --------- | -------- | --- |
| 281B      | $8.6     | - 過獅子山隧道後往尖沙咀東（麼地道）：$7.1 |
| 81C／281X | $9.8     | - 新界鄉議局大樓往尖沙咀東（麼地道）：$8.6 - 過獅子山隧道後往尖沙咀東（麼地道）／馬鞍山（耀安）（只適用於81C線）：$7.1 - 富安花園往馬鞍山（耀安）：$4.8（只適用於81C線） |

| - 本線設有12歲以下小童及65歲或以上長者半價優惠。 - 65歲或以上香港居民使用「樂悠咭」，以及12歲以下合資格殘疾兒童使用「殘疾人士身份」個人八達通繳付車資，均可享有每程$2.0或半價（以較低者為準）的票價優惠；12至64歲合資格殘疾人士使用「殘疾人士身份」個人八達通（包括「樂悠咭」），以及60至64歲香港居民使用「樂悠咭」繳付車資，均可享有每程$2.0或全費（以較低者為準）的票價優惠。 - 65歲或以上長者如使用長者或一般個人八達通繳付車資，則只可享有半價優惠；12至64歲合資格殘疾人士如不使用「殘疾人士身份」個人八達通，以及60至64歲人士如不使用「樂悠咭」繳付車資，必須繳付全費。 - 乘客可以現金或八達通於上車時付款，不設找續。 - 每位成人乘客可免費攜帶最多兩名4歲以下而不佔座位的兒童乘客乘車，超額之4歲以下小童必須繳付小童車費乘車。 - 持有「九巴月票」之乘客在車票有效期內，每日可享最多10程任何九龍巴士及龍運巴士路線（包括本路線，以及聯營路線的九龍巴士／龍運巴士提供的班次；惟乘搭機場「A」及「NA」線則可享原價二七折優惠（不會計算每天10次合資格車程））；而B1線則每日可享最多各2程（不會計算每天10次合資格車程）。 - 九龍巴士、城巴、龍運巴士及陽光巴士全職員工及家屬（不包括外判職員）可免費乘搭本路線，惟必須拍職員或職員家屬八達通。 - 乘客亦可透過多元化電子支付系統（e度嘟）繳付車資，包括使用非接觸式VISA卡、JCB卡、萬事達卡、銀聯卡、美國運通、大來國際、Discover Card、Apple Pay、Google Pay、Samsung Pay、AlipayHK「易乘碼」、支付寶、WeChatHK／微信支付「搭車碼」、銀聯雲閃付「乘車碼」及BOC Pay「乘車碼」。乘客使用此付款方式，使用此支付方式的乘客可享有中途下車之分段收費，以及與其他九巴／龍運獨營路線或聯營線九巴／龍運班次之轉乘優惠，惟不適用於與非九巴／龍運路線之轉乘優惠，亦不能享有「公共交通費用補貼計劃」及「長者及合資格殘疾人士公共交通票價優惠計劃」。 |

### 八達通轉乘優惠
乘客登上本線後150分鐘內以同一張八達通卡轉乘以下路線，或從以下路線登車後150分鐘內以同一張八達通卡轉乘本線，次程可獲車資折扣優惠：
81C/281B/281X←→81K、82D、88K、281，次程可獲$4.2折扣優惠
81C/281B/281X←→74A
- 81C往耀安 → 74A往太和，次程可獲$9.7折扣優惠
- 74A往啟業 → 81C/281B/281X往尖沙咀，次程可獲$7.8折扣優惠

| 第一程／第二程路線 | 第二程優惠車資              | 時限    |
| --- | --------------------------- | ------- |
| 72X、74A、80／80A／80P、81C／281B／281X、 85、85A、85B、86、86A、86C、87B、87C／87D／87E、 89、89B、270A／270C、271／271B／271P、281A | 成人：$4.2 小童／長者：$2.1 | 150分鐘 |

注意事項：

- 乘客可於各個可接駁第二程路線的巴士站轉車。
- 轉乘優惠不適用於轉乘同一路線或用"/"劃分的組別之路線。

官方網頁：請按此

## 使用車輛
現時本線使用18輛富豪B9TL 12米（AVBWU）及3輛比亞迪B12D 12米 (BED)
| 車隊編號 | 車牌   |
| -------- | ------ |
| AVBWU452 | UL7947 |
| AVBWU457 | UM1014 |
| AVBWU460 | UM5957 |
| AVBWU462 | UN1541 |
| AVBWU483 | UR2646 |
| AVBWU484 | UR4729 |
| AVBWU487 | UR5073 |
| AVBWU540 | UV6921 |
| AVBWU546 | UV9729 |
| AVBWU549 | UV8795 |
| AVBWU551 | UV9740 |
| AVBWU555 | UW3239 |
| AVBWU567 | UW5239 |
| AVBWU568 | UW5565 |
| AVBWU710 | VD4948 |
| AVBWU714 | VD4787 |
| AVBWU771 | VH3106 |
| AVBWU772 | VH3521 |
| BED3     | YX5925 |
| BED5     | YX5831 |
| BED10    | YX2652 |

## 行車路線
81C
馬鞍山（耀安）開經：耀安邨通道、恆康街、西沙路、恆輝街、恆耀街、恆泰路、恆輝街、寧泰路、保泰街、寧泰路、恆泰路、恆信街、富安花園巴士總站、恆信街、亞公角街、石門交匯處、大涌橋路、車公廟路、紅梅谷路、獅子山隧道公路、獅子山隧道、窩打老道、彌敦道及梳士巴利道。
- 281X依81C原線駛至石門交匯處後，改經大老山公路、沙瀝公路、沙田路，然後返回獅子山隧道公路81C原線，不經斜體字之路段。
- 281B由碩門邨開出後，經安明街、安耀街、安心街，然後返回大涌橋路81C原線。

尖沙咀東（麼地道）開經：麼地道、漆咸道南、梳士巴利道、彌敦道、窩打老道、獅子山隧道、獅子山隧道公路、紅梅谷路、車公廟路、大涌橋路、石門交匯處、亞公角街、恆信街、富安花園巴士總站、恆信街、恆泰路、寧泰路、恆輝街、西沙路、恆康街及耀安邨通道。

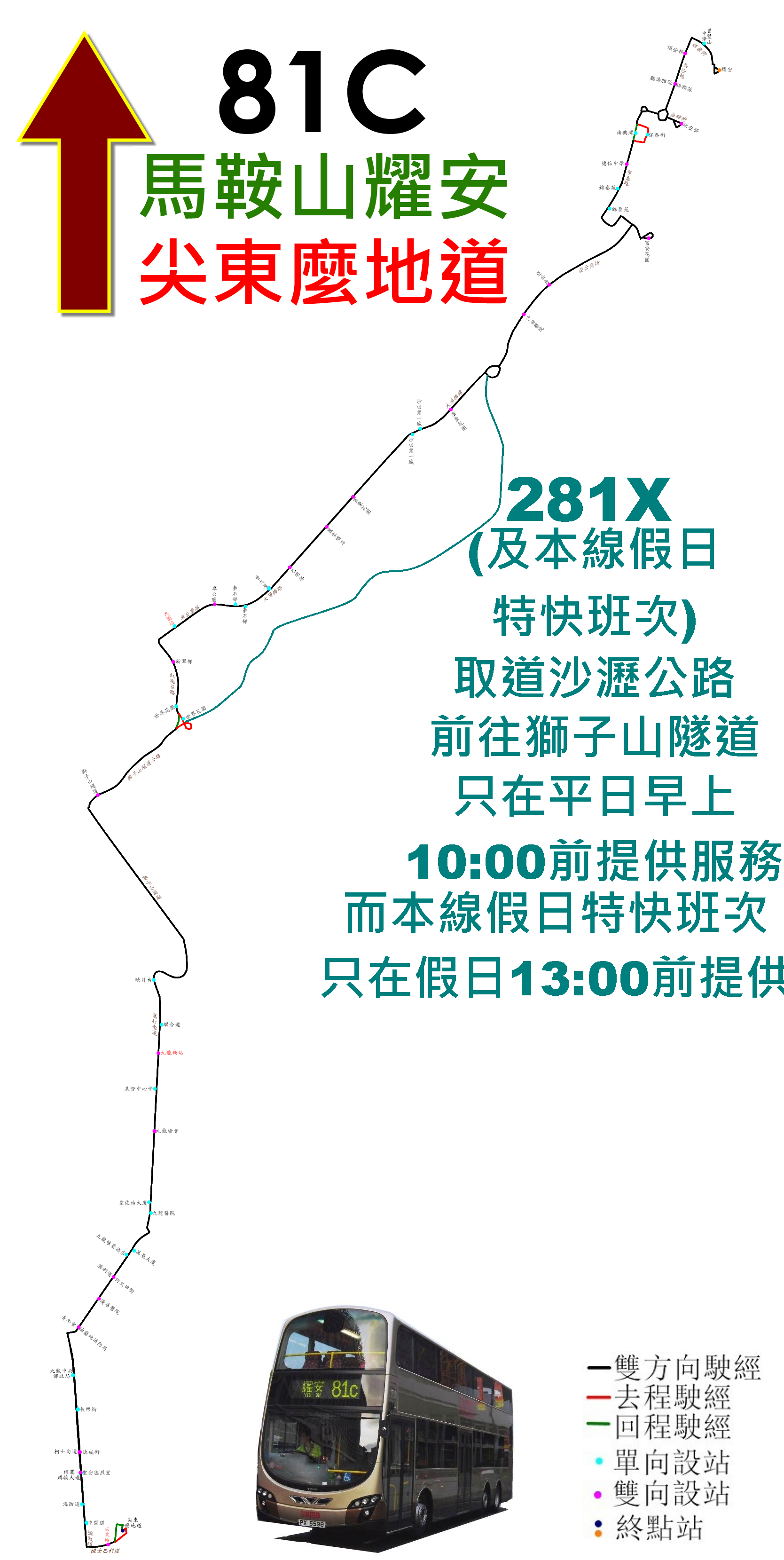
此線及281X線的走線圖，當中藍綠線表示只有281X線駛經

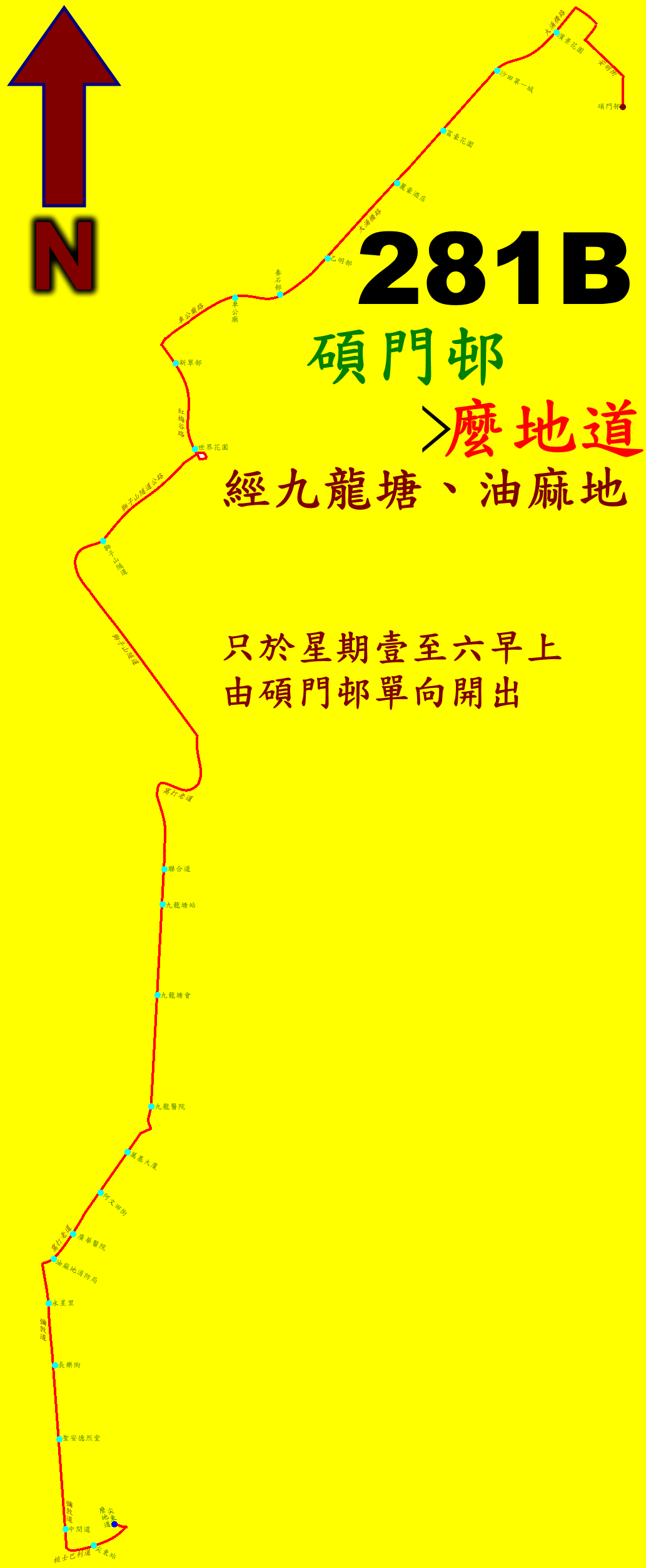
281B線的走線圖

81C線之具體停站請參考資訊框
281B線之具體停站請參考資訊框
281X線之具體停站請參考資訊框

## 利用狀況
根據巴士路線計劃及其他資料顯示，此路線載客情況如下：
- 2012年：在2012年11月的重組前，每日平均乘客量為11,700人次，最繁忙的一小時載客率為73%，非繁忙時段載客率為57%；早上由耀安往紅磡鐵路站不經沙田的特快班次則平均每天有700人次乘搭，最繁忙的一小時載客率為84%。
- 2014年：最繁忙一小時內的載客率為72%，非繁忙時段平均載客率為37%。
- 2015年：最繁忙一小時內的載客率為66%，非繁忙時段平均載客率為24%。